# 明悼毛皇后
毛皇后（？—237年9月22日），魏明帝曹叡第一任皇后，河内郡人。

## 生平
毛氏天生丽质，美貌动人，其父只是卑微的典虞车工。黄初七年（226年），曹叡被立为太子，毛氏入太子宫深得宠爱，並被允許自由出入府邸，甚至還時常跟曹叡同一輛轎車出行。五月，文帝曹丕病逝，曹叡即位，立毛氏为贵嫔；次年（太和元年，227年），被立为皇后。父毛嘉拜骑都尉，弟毛曾为郎中。曹叡嫡妻虞氏被出身寒微毛皇后奪去后位，怒罵曹家只會立下賤之人為后（曹叡祖母卞氏、继母郭女王與新皇后皆出身卑賤且為妾室，後晉封皇后），被曹叡打入冷宮。曹叡又进毛嘉为奉车都尉，毛曾为骑都尉，又封毛嘉为博平乡侯，迁光禄大夫，毛曾为驸马都尉。又加毛嘉位特进，毛曾迁散骑侍郎。
太和五年七月十五乙酉日（231年8月30日），皇子曹殷出生，皇叔东阿王曹植作《皇太子生颂》，称“于我皇后，懿章前志”，似指曹殷为毛皇后所生。可是太和六年（232年）五月甲戌，曹殷就夭折了。青龍三年（235年）毛嘉卒，追赠光禄大夫，改封安国侯，增邑五百，并前千户，谥曰节侯。次年（236年），追封毛皇后母夏氏为野王君。但期间，年轻漂亮的郭夫人代替毛皇后成为曹叡的专宠。
景初元年（237年），曹叡带郭夫人等、包括才人许多妃嫔在后苑中听曲，郭氏劝说应该请来皇后，曹叡不许，特别嘱咐随从不要让毛皇后知道，但第二天，毛皇后就知道并问曹叡「昨天在北园游宴是否快乐？」曹叡大怒，把左右十多人一起处死。九月，曹叡将毛皇后赐死。但她死后没有剥夺皇后资格，仍给予谥号，依旧以皇后之礼葬于愍陵；也没有加罪她家人，迁毛曾为散骑常侍，后徙为羽林虎贲中郎将、原武典农。

## 家族

### 父族
- 毛嘉：父，出身卑微，典輿車工。

### 親族
- 毛曾：弟，未被奪封。

## 延伸阅读
[在维基数据编辑]
 《三國志·卷05》，出自陳壽《三國志》